# 에르고메트린
에르고메트린(ergometrine) 또는 에르고노빈(ergonovine)은 출산 후 발생한 대량의 출혈인 산후출혈 치료를 위해 사용하는 자궁수축제이다. 변이협심증 진단을 위해 관상동맥 경련을 인위적으로 일으키는 검사인, 에르고노빈 부하 초음파 검사에서 이용하기도 한다. 경구 투여, 근육 주사, 정맥 주사 제형이 존재한다. 경구 투여 시 투여 후 15분 안에 효과가 나타나며, 주사 투여 시 이보다 빠르게 효과가 발생한다. 효과 지속 시간은 45~180분이다.
흔한 부작용에 고혈압, 구토, 발작, 두통, 저혈압 등이 있다. 그 외 부작용에는 맥각 중독이 있다. 본래 맥각균에서 추출한 성분이었으나, 리세르그산을 이용한 인위적인 합성도 가능하다. 그 자체로 마약류는 아니지만, 리세르그산 디에틸아미드(LSD) 합성에 쓰일 수 있는 마약류 원료 물질이므로 규제가 이루어지고 있다.
에르고메트린은 1932년 처음 발견되었다. WHO 필수 의약품 목록에 등재되어 있다.

## 의학적 사용
산과에서 태반 분만을 촉진하고 출산 후 출혈을 예방할 목적으로 사용한다. 혈관 벽의 평활근 조직을 수축시켜 혈류량을 줄이는 작용을 하기 때문이다. 옥시토신과 병용하는 경우가 많다.
관상동맥의 경련을 유도하는 작용도 한다. 이 성질 덕에 변이협심증 진단 시 인위로 경련을 유도하는 데에 사용한다.

## 부작용
구역질, 구토, 복통, 설사 같은 위장관 부작용이 흔하며, 두통, 어지럼증, 귀울림, 흉통, 심계항진, 서맥, 일시적인 고혈압, 그 외 부정맥, 호흡곤란, 발진, 쇼크 등이 나타날 수도 있다. 과다 용량 투여 시 특징적인 중독 증상으로 맥각 중독이 나타난다. 맥각 중독 시 장시간의 혈관경련으로 인한 괴저, 환각, 치매, 태아 사망 등의 부작용이 나타난다.

## 약리학
에르고메트린은 알파 아드레날린성 수용체, 도파민 수용체, 세로토닌 수용체(5-HT2 수용체)에 작용하여, 자궁을 포함한 다른 평활근 조직을 강하게 자극한다.
일반적인 치료 용량은 0.2~0.4mg인데, 이보다 훨씬 높은 용량은 2~10mg에서 환각제로서 활성을 보인다. 이는 5-HT2A 수용체 활성화 때문일 수 있다. 한편 에르고메트린은 또 다른 세로토닌 수용체 중 하나인 5-HT2B 수용체에 대한 작용제인데, 해당 수용체는 심장판막 이상과 연관이 있다는 주장이 제기된 바 있다.